# Yitzhak Goldknopf

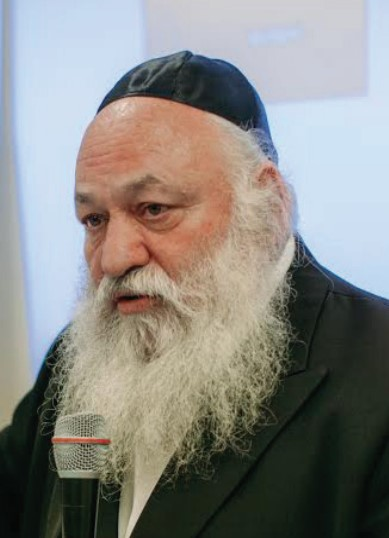
Yitzhak Goldknopf (2015)

Yitzhak Goldknopf (hebräisch יצחק גולדקנופף, * 30. Oktober 1950 in Jerusalem) ist ein israelischer charedischer („ultraorthodoxer“) Rabbiner, Geschäftsmann und Politiker der religiösen Partei Agudat Jisra’el.

## Leben
Yitzhak Goldknopf absolvierte eine Ausbildung zum Rabbiner. Er gehört der chassidischen Gemeinschaft von Ger an. Er ist verheiratet, hat zehn Kinder und lebt mit seiner Familie in Jerusalem.
Goldknopf leitet ein Netzwerk aus religiösen Schulen, Kindergärten, Pflegezentren und Kliniken für Kinder mit Behinderungen. Die Kindergärten und Kindertagesstätten Beit Yaakov und Beit Petahia erbte er von seinem Vater. Goldknopf pflegt einen in der chassidischen Gemeinde ungewöhnlich luxuriösen Lebensstil in Jerusalem.
Seit 2003 ist Goldknopf Mitglied im Stadtrat von Jerusalem. Außerdem ist er Vorsitzender des „Komitees für die Heiligkeit des Schabbats“. Im Juni 2022 wurde er als Nachfolger von Yaakov Litzman Parteivorsitzender der chassidischen Partei Agudat Jisra’el und Vorsitzender des charedischen Parteienbündnisses Vereinigtes Thora-Judentum. Im November 2022 wurde er als Abgeordneter in die Knesset gewählt. Seit dem 29. Dezember 2022 ist Goldknopf Minister für Bau- und Wohnungswesen im Kabinett Netanjahu VI.
Am 28. Januar 2024 nahm Goldknopf (sowie fünfzehn Minister und zehn weitere Knesset-Abgeordnete der Regierungskoalition) an einer rechtsextremen Konferenz mit tausenden Teilnehmern für die ethnische Säuberung der arabischen Palästinenser und jüdisch-israelische Wiederbesiedlung des Gazastreifens teil. Präsentiert wurden auf der Konferenz bereits Pläne und Karten für zukünftige Siedlungen, darunter „Maoz“ an der Südküste und „Yishai“ nahe Beit Hanoun. Die prominente Rolle von Regierungsmitgliedern bei dieser Konferenz verstößt mutmaßlich gegen das Urteil des Internationalen Gerichtshofs einige Tage zuvor, wonach Israel „alle in seiner Macht stehenden Maßnahmen ergreifen muss, um einen Völkermord an der palästinensischen Bevölkerung im Gazastreifen zu vermeiden, darunter Völkermord-Rhetorik verhindern und bestrafen“.
Am 28. November 2024 besichtigte Goldknopf zusammen mit der Vorsitzenden der rechten Nachala-Siedlungsorganisation, Daniella Weiss, den Gazastreifen, um Standorte für den Bau möglicher jüdischer Siedlungen auszusuchen. Dabei wurde die Karte mit den geplanten Siedlungen in Gaza (Wiederbesiedlungsplan) abermals präsentiert. Nachala hatte bereits 500 jüdische Familien für eine dauerhafte Besiedlung des Gazastreifens geworben.